# پنتسین
پنتسین (به آلمانی: Penzin) یک شهر در آلمان است که در Rostock District واقع شده‌است. پنتسین ۱۳۶ نفر جمعیت دارد.